# 璽
璽（じ）とは、印章の一種。

## 概説
本来は印章一般を広く指す言葉であったが、秦の始皇帝により、皇帝の印章を指す言葉として使われるようになった。
その後、日本においても、天皇の印章を指す言葉として使われるようになる。
また、日本においては三種の神器の1つである八尺瓊勾玉を「璽」とし、「剣」である天叢雲剣と併せて「剣璽」と呼ぶ。

## 例
- 玉璽
  - 伝国璽
- 御璽
- 国璽
- 殷璽
- 剣璽

## 関係項目
- 封蝋
- お印